# William Godwin

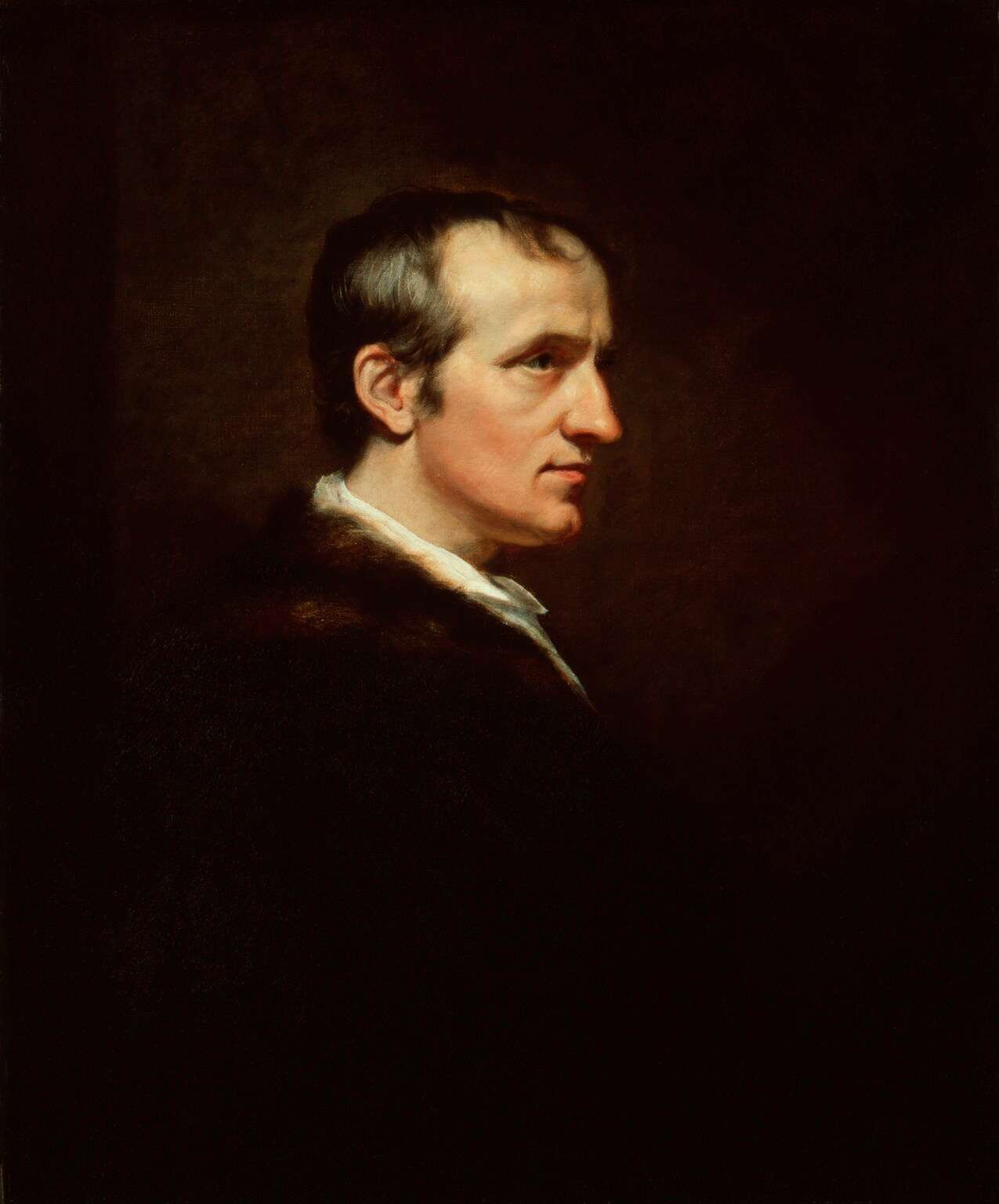
William Godwin (1802)

William Godwin (* 3. März 1756 in Wisbech, Cambridgeshire; † 7. April 1836 in Westminster, Middlesex) war ein englischer Schriftsteller und Sozialphilosoph. Auf Grund seines Hauptwerks Enquiry Concerning Political Justice, das 1792 erschien, gilt er als Begründer des philosophischen Anarchismus. In seinem Werk feierte er die französische Revolution und prangerte die Ehe als ein unsinniges Monopol an. In seinen späteren Ausgaben mäßigte er diese  Ansichten erheblich.

## Leben
William Godwin wurde 1756 in Wisbech (Nord Cambridgeshire) als siebtes von dreizehn Kindern geboren. Sein Vater war ein freikirchlicher Pfarrer. Kurz nach seiner Geburt zog die Familie nach Guestwick. Als Godwin elf Jahre alt war, kam er als Schüler von Samuel Newton nach Norwich. Mit 17 Jahren begann er an der Akademie in Hoxton zu studieren. Hier kam er in Berührung mit der Philosophie von John Locke. Doch er blieb nicht lange an der Akademie.
Godwin war zunächst Prediger einer Dissentergemeinde in Suffolk, zu der auch seine Familie gehörte. Als er merkte, dass er nicht der richtige Mann für den Predigerberuf war, ging er nach London, um ein Leben als Schriftsteller zu führen. Als Schriftsteller trat er zuerst mit seinen Sketches of history in six sermons (London 1784) auf. Doch sein wichtigstes Werk dieser Ära war: An Account of the Seminary.

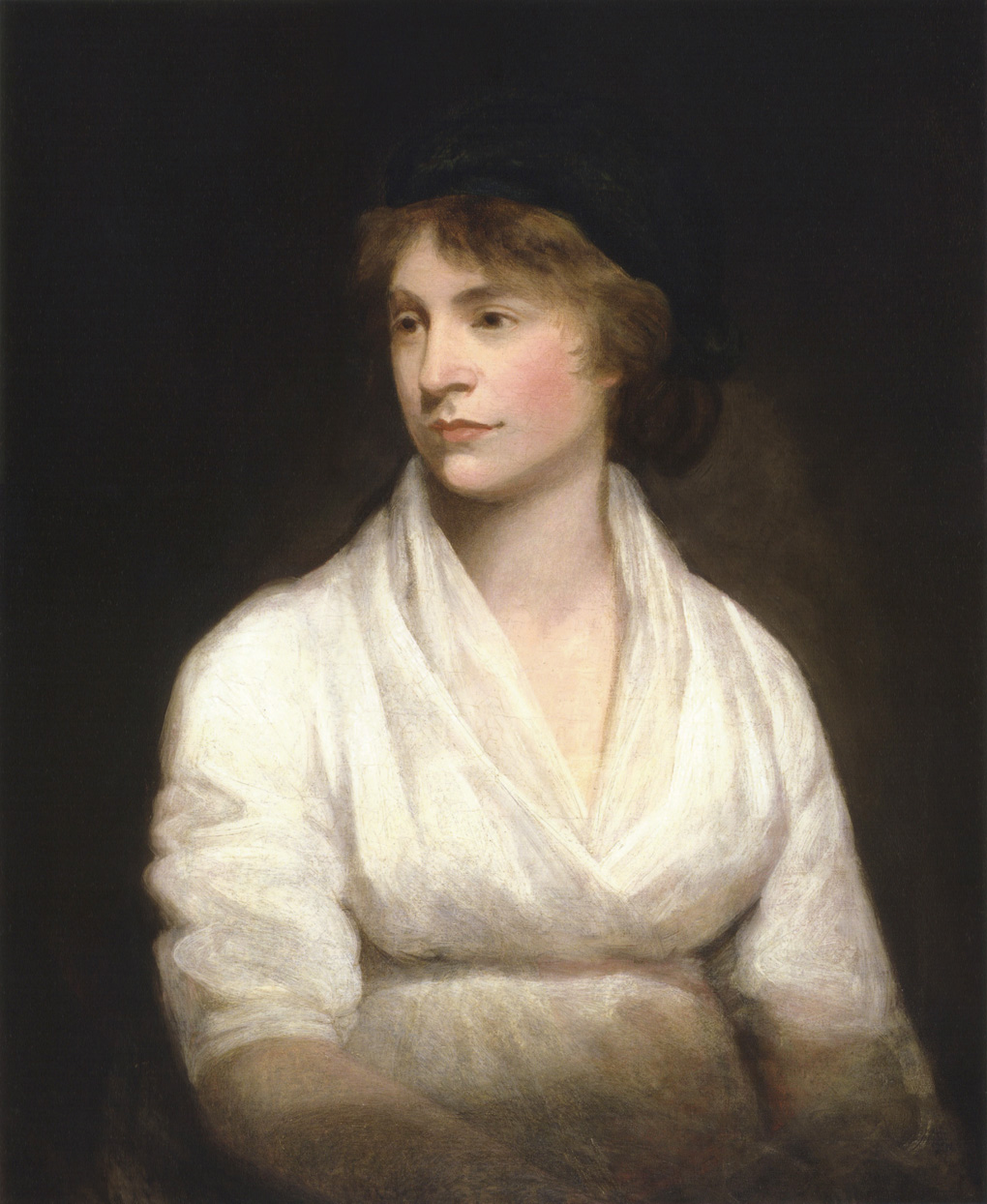
Mary Wollstonecraft, William Godwins erste Ehefrau

Mary Shelley, William Godwins und Mary Wollstonecrafts gemeinsame Tochter, die als Autorin von Frankenstein in die Literaturgeschichte einging

Da seine Werke ihm nicht viel einbrachten, fing Godwin an, für eine Zeitschrift zu arbeiten, in der er die Regierung Pitt kritisierte. Größere Beachtung fand sein Enquiry Concerning Political Justice. Es gilt als sein Hauptwerk. Als um 1794 die Hochverratsprozesse begannen, trat er mit schonungsloser Schärfe gegen die Gerichte auf, während er gleichzeitig in seinem Roman Caleb Williams die englische Kriminalgesetzgebung angriff.
1796 heiratete er die Schriftstellerin und Frauenrechtlerin Mary Wollstonecraft, die aus der Beziehung mit dem US-amerikanischen Spekulanten Gilbert Imlay eine Tochter – Fanny Imlay – mit in die Ehe brachte. Nach der Geburt von Mary Godwin starb sie im Kindbettfieber. William Godwin heiratete kurze Zeit später Mary Jane Clairmont, die zwei außereheliche Kinder mit in die Ehe brachte. Das jüngere von ihnen ging unter dem Namen Claire Clairmont als kurzzeitige Geliebte von Lord Byron in die Literaturgeschichte ein.
Da das Einkommen aus dem Verkauf seiner Autorenrechte nicht ausreichte, um die zwischenzeitlich siebenköpfige Familie zu ernähren, eröffneten Godwin und Clairmont in London eine Verlagsbuchhandlung. 1801 erschien Godwins Buch Thoughts. Occasioned by the Perusal of Dr Parr's Spital Sermon. Godwin, der zeitweilig als der führende Theoretiker der liberalen Whig-Partei galt, geriet zunehmend in Vergessenheit. 1812 begann zwischen Percy Bysshe Shelley und Godwin ein intensiver Briefwechsel. Shelley gehörte zu den Verehrern von Godwins Hauptwerk Enquiry Concerning Political Justice, hatte sich jedoch nur mit der ersten Fassung auseinandergesetzt, in der Godwin u. a. die Ehe vollständig ablehnte. Shelley begann mit der 16-jährigen Mary Godwin 1814 eine Liebesaffäre, die in einer heimlichen Flucht nach Kontinentaleuropa gipfelte. Erst im Dezember 1816 kam es zu einer Aussöhnung zwischen Percy Shelley, Mary Godwin und William Godwin, als nach dem Selbstmord von Shelleys Ehefrau Harriet Westbrook die beiden in der Lage waren, ihre Beziehung zu legalisieren. William Godwins älteste Stieftochter Fanny Imlay beging im Frühherbst 1816 Selbstmord. Claire Clairmont, seine jüngste Stieftochter, hatte im Januar 1817 eine außereheliche Tochter zur Welt gebracht, dessen Vater vermutlich Lord Byron war.
Godwin starb am 7. April 1836 im Alter von 80 Jahren. Sein letzter Wille war, neben seiner ersten Frau Mary Wollstonecraft begraben zu werden.

## Godwin der Anarchist
Godwin gibt 1793, schon als bekannter Gelehrter, seine bedeutendste politisch-philosophische Arbeit „Political justice and its influence on general virtue and happiness“ heraus. In seinem Hauptwerk  – zu Deutsch: „Politische Gerechtigkeit“ – profiliert er sich als leidenschaftlicher Kritiker der kapitalistischen Gesellschaft. Neben seinem Buch – das aufgrund seiner Komplexität nur in intellektuellen Kreisen Aufmerksamkeit findet – schreibt er noch mehrere utopistische Romane und erreicht so eine größere
Leserschar.
Als Anhänger der Vernunft und der Rationalität meint Godwin, die Menschen seien immer der Vernunft und logischen Argumenten zugänglich – der einzige Weg zum individuellen Glück bestünde darin, Tugend zu üben. Die einzige Herrschaft, die der Mensch akzeptieren solle, sei die Vernunft. Nur durch das Vertrauen der Beherrschten in ihr System erhalte sich dieses. Das Vertrauen in das System resultiere aus dem Unwissen der Menschen. Die allgemeine Bildung aller Menschen müsse daher vorangetrieben werden.
Godwin lehnt die gewalttätige Revolution ab, denn Gewalt fördere nur das Entstehen einer neuen Autorität, denn Revolution sei nicht von Vernunft, sondern von Leidenschaft geprägt. Revolutionen müssten nicht mit Gewalt, sondern mit Gerechtigkeit durchgeführt werden – die Reichen zur Vernichtung ihrer Privilegien zu zwingen, hält Godwin für das falsche Mittel. Die Revolution verfrüht gewaltvoll herbeizuführen, würde, sollte dies gelingen, zu einer negativen Anarchie führen, da die Menschen mit ihrer neuen Freiheit nicht umzugehen wüssten – eine Orientierungslosigkeit wäre die Folge einer verfrühten gewaltvollen Revolution.  Diese Ablehnung der Gewalt spiegelt sich auch in Godwins Revolutionsbegriff wider. Revolution ist für ihn ein Zustand ständiger Evolution. Die Revolution und der Übergang zum Anarchismus stellt sich Godwin als einen Prozess vor, der sich „zwanglos“ verwirklicht. Die Demokratie sieht er dabei als Übergangsphase zur Anarchie, denn in ihr könne die Unwissenheit der Menschen beseitigt werden. Die Menschen werden einfach nicht mehr mit dem Staat kommunizieren, nicht mehr mit ihm kooperieren. Dadurch, dass sie sich nicht als Gegenmacht darstellen, sind sie nicht angreifbar und die Staatsgewalt läuft ins Leere. Durch die Revolution werde der Hauptkonfliktstoff – der Staat – aus der Welt genommen.
Godwins Mittel zur Revolution ist die freie Diskussion, in der seiner Ansicht nach letztendlich die Wahrheit siegen werde. Er will den Anarchismus mit dem „geschriebenen und gesprochenen Wort“ verbreiten – er will die Aufmerksamkeit der Menschen wecken, sie nicht durch „Überredung“ zu Anarchisten machen, sondern jede Schranke des Denkens entfernen, um „jedem den Tempel der Wissenschaft und das Feld für eigene Studien zu öffnen“.
Vom klassischen Modell der Ehe hält Godwin nichts. Sie sei auf der Illusion der ewigen Liebe gebaut. Die Ehe sei eine tyrannische Einrichtung, sie sei die Konsequenz der Feigheit der Männer, die, um einen Verlust ihrer Frau an einen Überlegenen vorzubeugen, diese als Eigentum monopolisieren würden. Godwins Version von der Zukunft der Beziehung zwischen Mann und Frau war das heute praktizierte „Suchen“ nach dem, bei dem man sich am glücklichsten fühlt, was damals noch weitgehend revolutionäre Begriffe, wie Scheidung und wechselnde Partnerschaften, also eine sehr freie und moderne Einstellung, umfasste.
Er forderte wie andere Philosophen und Vordenker seiner Zeit bereits Ende des 18. Jahrhunderts die völlige Gleichberechtigung der Frauen. Godwin selbst heiratete zweimal in seinem Leben. Seine erste Frau, Mary Wollstonecraft, eine der ersten Frauenrechtlerinnen, war bekannt geworden durch ihr 1792 erschienenes Werk Verteidigung der Rechte der Frau.
Godwins Gesellschaftskritik enthielt auch eine Kritik am Strafsystem. Gefängnisse und speziell Einzelhaft kritisierte er, weil sie den Sinn der Strafe verfehlen würden. Er setzte vielmehr auf „Resozialisierung“, um einem Täter die Möglichkeit zu geben zu bereuen. Er setzt auf eine „milde Strenge“ – eine alternative Strategie, deren Nutzen für die Strafpolitik erst heute z. T.  umgesetzt werden.
Wichtig für die von Godwin proklamierte Revolution war auch der technische Fortschritt. Dies würde, so glaubte Godwin, schon in kurzer Zeit zu einer großen Entlastung des Menschen führen – Maschinen würden die Arbeit übernehmen, damit der Mensch nur noch eine halbe Stunde pro Tag arbeiten müsse. Godwin stört vor allem die Notwendigkeit der menschlichen Kooperation zur Bedienung der Maschinen, wie er es, in seiner Zeit, am entstehenden Kapitalismus erlebt. Man müsse möglichst schnell zur Automation übergehen – der Mensch müsse wieder Herr der Maschinen werden – und damit auch seiner Zeiteinteilung.
Als Anhänger des Egalitarismus fordert Godwin nicht die Kollektivierung des Eigentums oder die Abschaffung des Privateigentums (was die Kommunisten wollten), sondern die gleichmäßige Verteilung desselbigen an alle Menschen.
Die Gedankengänge Godwins waren für die damalige Zeit zu komplex, um ein größeres Publikum zu erreichen, und fanden daher nur unter Intellektuellen eine Verbreitung – vielleicht auch ein Grund, warum sein Hauptwerk „Political justice and its influence on general virtue and happiness“ von der monarchischen Autorität nicht verboten wurde.
Godwin fordert bereits eine Gesellschaft ohne Zwänge, ohne Staat, und auch dem Egoismus erteilt er eine Absage. Eine Gesellschaft, die sich auf diese Prinzipien und auf Edelmut und Vernunft gründet, ist die ideale Gesellschaft für Godwin. Deshalb wird er auch von vielen als einer der Begründer des individualistischen Anarchismus angesehen.

## Zitate
„Mit welchem Entzücken muß der wohlunterrichtete Menschenfreund jener glücklichen Zeit entgegensehen, wo der Staat verschwunden sein wird, diese rohe Maschine, welche die einzige fortwährende Ursache der menschlichen Laster gewesen ist und so mannigfache Fehler mit sich führt, die nur durch ihre völlige Vernichtung beseitigt werden können.“

„Die beste Garantie eines glücklichen Resultats liegt in freier, unbegrenzter Diskussion.“

„Unser Urteil wird immer Verdacht empfinden gegen Waffen, die von beiden Seiten gebraucht werden können. Daher müssen wir jede Gewalt mit Abneigung betrachten.“

„Der wahre Grundsatz, der an die Stelle des Rechts treten muss, besteht in der uneingeschränkten Entfaltung der Vernunft.“

## Werke
- Enquiry concerning Political Justice and its Influence on Modern Morals and Manners (1793)
- Things as they Are; or, The Adventures of Caleb Williams
  - deutsch von Alexander Pechmann: Die Abenteuer des Caleb Williams oder: Die Dinge wie sie sind, 2 Bände im Schuber. Achilla Presse, Butjadingen 2013. ISBN 978-3-940350-17-6
  - deutsch von Alexander Pechmann (Neuausgabe): Die Abenteuer des Caleb Williams. Ein Band mit einem Nachwort von Mary Shelley. Steidl Verlag, Göttingen 2023. ISBN 978-3-96999-260-9.
- The enquirer: reflexions on education, manners and literature (1797, 1823)
- History of the life of Geoffrey Chaucer (1803, 2 Bde.)
- Memoirs of the Author of A Vindication of the Rights of Woman
- Inquiry concerning the power of increase in the numbers of mankind (1821)
- Thoughts on man (1831)
- History of the Commonwealth of England (1824–28, 4 Bde.)
- Lives of the necromancers (1834)

Seine Romane Saint-Leon (1799, 4 Bde.), FleetWood (1805, 3 Bde.), Mandeville (1817, 3 Bde.) und Cloudesley (1830, 3 Bde.) fanden viel Beifall; sein Roman Things as they Are; or, The Adventures of Caleb Williams (1794; deutsch: Die Abenteuer des Caleb Williams oder: Die Dinge wie sie sind) wurde 1980 unter dem Titel Caleb Williams (deutsch: Tödliches Geheimnis) in einer internationalen Koproduktion verfilmt.
Seine Tragödien Antonio (1801) und Faulkner (1807) fielen hingegen durch.
Der von seiner Tochter Mary Shelley verfasste Roman Valperga wurde von ihm deutlich ediert. Seine Bearbeitung unterstreicht die Rolle der weiblichen Protagonistin.